# Lauro Cazal
Lauro Cazal (Villarrica, Paraguay, 23 de marzo de 1986 es un exfutbolista paraguayo, que jugó de delantero y su último equipo fue el Municipal Grecia.

## Clubes
| Club                                      | País       | Año         |
| ----------------------------------------- | ---------- | ----------- |
| Sol de América                            | Paraguay   | 2004 - 2005 |
| Silvio Pettirossi                         | Paraguay   | 2006        |
| 3 de Febrero                              | Paraguay   | 2008-2009   |
| Sportivo Luqueño                          | Paraguay   | 2009        |
| Deportivo Capiatá                         | Paraguay   | 2010        |
| ACD Lara                                  | Venezuela  | 2010 - 2011 |
| La Guaira Fútbol Club                     | Venezuela  | 2011        |
| Rubio Ñu                                  | Paraguay   | 2012        |
| Técnico Universitario                     | Ecuador    | 2013        |
| Aucas                                     | Ecuador    | 2014 - 2015 |
| Imbabura                                  | Ecuador    | 2015        |
| Fuerza Amarilla S.C.                      | Ecuador    | 2016        |
| Colón Fútbol Club                         | Ecuador    | 2016        |
| Martín Ledesma                            | Paraguay   | 2017        |
| Municipal Pérez Zeledón                   | Costa Rica | 2017 - 2019 |
| Cobán Imperial                            | Guatemala  | 2019 - 2020 |
| Deportivo Malacateco                      | Guatemala  | 2021        |
| Deportivo Mixco                           | Guatemala  | 2021        |
| Sporting FC                               | Costa Rica | 2022        |
| Municipal Grecia                          | Costa Rica | 2022        |
| Asociación Deportiva Sarchí               | Costa Rica | 2022        |
| Asociación Deportiva y Recreativa Jicaral | Costa Rica | 2023 - 2024 |
| Municipal Grecia                          | Costa Rica | 2024        |

## Palmarés

### Campeonatos nacionales
| Título             | Club                    | País       | Año  |
| ------------------ | ----------------------- | ---------- | ---- |
| Serie B de Ecuador | Aucas                   | Ecuador    | 2014 |
| Torneo Apertura    | Municipal Pérez Zeledón | Costa Rica | 2017 |